# UI1
『UI1』（ウイワン）とは、声優の宮崎羽衣が出した1枚目のアルバムである。

## 解説
- タイトルには名前の「羽衣」及び、「U」（＝YOU→「聴いているあなた」）と「I」（私→「宮崎」）の繋がりが掛けられている[2]。
- 初回限定盤には5pb.Recordsのシングル作品のPVやCMなどを収録したDVDが封入され、また宮崎のファーストライブ終了後に会場で本人と集合写真を撮れる権利を獲得できる応募特典が付いている[3]。

## 収録内容

### CD
1. STRATEGY
  - 作詞：奥井雅美 / 作曲・編曲：MACARONI☆
  - Webラジオ『かのこんラジオ 〜耕太とちずるのゆやよん成長日記〜』エンディングテーマ
2. KURENAI
  - 作詞・作曲：奥井雅美 / 編曲：MACARONI☆
  - テレビアニメ『ナイトウィザード The ANIMATION』オープニングテーマ
3. 希望の空
  - 作詞：葉月みこ / 作曲：酒井陽一 / 編曲：田口裕一
  - オンラインゲーム『キノスワールド〜騎士集結〜』オープニングテーマ
4. time〜僕らがまだ知らないチカラ〜
  - 作詞：渡瀬マキ / 作曲：平川達也 / 編曲：平川達也・渡辺壮祐
  - Webラジオ『タユタマらじお -昼下がりの嫁たち-』オープニングテーマ
  - テレビ東京『アニソンぷらす』2009年5月度オープニングテーマ
5. キズナノ唄
  - 作詞：前田たかひろ / 作曲・編曲：大島こうすけ
  - テレビアニメ『タユタマ -Kiss on my Deity-』エンディングテーマ
6. Time Limit
  - 作詞：奥井雅美 / 作曲：Monta / 編曲：MACARONI☆
  - PS2専用ゲームソフト『かのこん えすいー』挿入歌
7. キレナイナイフ
  - 作詞：前田たかひろ / 作曲・編曲：大島こうすけ
  - PSP専用ゲームソフト『Remember11 -the age of infinity-』エンディングテーマ
8. PHOSPHOR
  - 作詞・作曲：奥井雅美 / 編曲：鈴木”daichi”秀行
  - テレビアニメ『かのこん』オープニングテーマ
9. 宇宙のステンシル
  - 作詞・作曲：志倉千代丸 / 編曲：上野浩司
  - PSP専用ゲームソフト『Remember11 -the age of infinity-』オープニングテーマ
10. Fates
  - 作詞：奥井雅美 / 作曲：Monta / 編曲：MACARONI☆
  - PS2専用ゲームソフト『ナイトウィザード The VIDEO GAME 〜Denial of the World〜』エンディングテーマ
11. Happy Succession
  - 作詞・作曲：奥井雅美 / 編曲：MACARONI☆
  - PS2専用ゲームソフト『かのこん えすいー』オープニングテーマ
12. Oui!!〜ういうい☆Fallin love〜
  - 作詞・作曲：桃井はるこ / 編曲：上野浩司
13. キミへ贈る花
  - 作詞：Fuu / 作曲：小林卓史 / 編曲：大島こうすけ

### DVD（初回限定版のみ）
1. KURENAI PV
2. PHOSPHOR PV
3. Happy Succession PV
4. キズナノ唄 PV
5. KURENAI CM
6. PHOSPHOR CM
7. Happy Succession CM
8. キズナノ唄 CM
9. キノスワールド・オープニングムービー

## ライブビデオ
本編映像
特典映像